# Statistique annuelle des établissements de santé
La Statistique annuelle des établissements de santé (SAE), réalisée par la DREES, fournit des données sur l’équipement et l’activité des établissements de santé : lits entrées, journées, personnels médicaux et non médicaux qui y travaillent.
Déclaration administrative obligatoire, elle est une des principales sources d’information sur les établissements de santé publics et privés. Les informations collectées concernent notamment les équipements et activités, les activités de soins soumises à autorisation, les effectifs et équivalents temps plein des personnels médicaux et non médicaux. Cette enquête est publiée annuellement, en septembre de l’année N+1 et est consultable librement sur Internet.
Chaque établissement de santé est identifié dans la SAE par un numéro unique à neuf chiffres issu du FINESS.